# I fiumi di porpora 2 - Gli angeli dell'Apocalisse
I fiumi di porpora 2 - Gli angeli dell'Apocalisse (Les Rivières pourpres II: Les Anges de l'apocalypse) è un film del 2004 diretto da Olivier Dahan.
Il film, sceneggiato da Luc Besson, è il seguito di I fiumi di porpora del 2000.

## Trama
Dopo aver rinvenuto un cadavere fra le mura di un monastero nella Lorena, in Francia, il commissario Niemans si ritrova con un suo vecchio collega, il giovane detective Reda, per indagare sul caso. Reda infatti stava indagando sul tentato omicidio del giovane Jesus, che poi verrà collegato agli omicidi di altre persone rispecchianti nomi e professioni dei dodici apostoli. Le indagini dei due uomini, uniti alla detective Marie, esperta di religioni, portano a sospettare di un gruppo di fanatici religiosi che si fanno chiamare "gli angeli dell'Apocalisse". Costoro fanno capo a Heinrich von Garten, un ministro tedesco, e sono un'associazione segreta neonazista. Operano lungo la Linea Maginot dove, al termine dell'uccisione dei cosiddetti "dodici apostoli", trovano il tesoro descritto nelle leggende come appartenente a Lotario II di Lotaringia.
I monaci dell'associazione sono costantemente sotto l'effetto di una droga, proibita dal '45, in grado di donare una forza sovraumana e rendere immuni dal dolore, e non hanno difficoltà a catturare i due detective e a portarli nei sotterranei della Linea. Li fanno assistere al loro trionfo, che però viene bloccato da un meccanismo installato in maniera che il sotterraneo venisse allagato.
I due detective scappano dall'acqua e dai neonazisti, salvandosi per poco.